# Cycas debaoensis
Cycas debaoensis — вид голонасінних рослин класу саговникоподібні (Cycadopsida).
Етимологія: від повіту Debao на заході провінції Гуансі, з латинським суфіксом -ensis, що означає походження.

## Опис
Стовбури безстеблеві, 15–20 см діаметром у вузькому місці; 4–10 листків у кроні. Листки темно-зелені, напівглянсові, завдовжки 250–300 см. Мегаспорофіли 12–14 см завдовжки, коричнево-повстяні. Насіння яйцеподібне, 25–27 мм завдовжки, 20–22 мм завширшки; саркотеста жовта, не вкрита нальотом, 2 мм завтовшки.

## Поширення, екологія
Країни поширення: Китай (Гуансі, Юньнань). Записаний від 300 до 1300 м. Цей вид росте у вторинному субтропічному вічнозеленому широколистому лісі. Рослини розкидані на відкритих схилах вапнякових пагорбів недостатньо охоплених чагарниками і невеликими деревами. Майже всі саговники ростуть у тріщинах або в тонкому шарі ґрунту поблизу країв вапняку і червоного ґрунту, отриманого з пісковику і вапняку з рН 5.0–6.5.

## Загрози та охорона
Втручання людини в середовище проживання С. debaoensis очевидна. Є плани по створенню англ. Debao Cycad Reserve.